# フーヴァー委員会
フーヴァー委員会 (Hoover Commission) 、正式名「行政機構再編委員会 (Commission on Organization of the Executive Branch of the Government) 」は、アメリカ合衆国連邦政府の行政改革について提言するため、1947年にハリー・S・トルーマン大統領によって選任された組織である。「フーヴァー委員会」という通称は、トルーマンによって委員長に任命された、ハーバート・フーヴァー元大統領に由来する。

## 歴史、委員、成果
委員会は、1947年ロッジ＝ブラウン法（オハイオ州選出のクラレンス・J・ブラウン・シニア下院議員とマサチューセッツ州選出のヘンリー・カボット・ロッジ・ジュニア上院議員の名を冠する）において議会の認可を受け、1947年9月29日に初開催された。委員はフーヴァーの他に、元郵政長官でフランクリン・ローズヴェルトの選挙運動責任者のジェームズ・ファーリー、ディーン・アチソン国務長官、ヴァーモント州選出のジョージ・アイケン上院議員、ブラウン下院議員、国防長官ジェームズ・Ｖ・フォレスタル、アーサー・S・フレミング人事委員長、ジョーゼフ・P・ケネディ元大使、政治学者ジェームズ・カー・ポロック、弁護士のジェームズ・H・ロー、アラバマ州選出のカーター・マナスコ下院議員、実業家のジョージ・ミード、及びアーカンソー州選出のジョン・L・マクレラン上院議員であった。アイケン、ブラウン、フレミング、フーヴァー、ミード、ポロックは共和党員であった。アチソン、フォレスタル、ケネディ、マナスコ、マクレラン、ローは民主党員であった。多数のスタッフや専門家の作業部会が委員会を支援した。
1949年前半、委員会は19冊の報告書の中で、調査結果と合計273の勧告を議会に提示した。1949年6月12日、委員会は公式に終了した。フーヴァー委員会の刺激により、1949年再組織化法（公法第109号、第81議会第1会期）は1949年6月20日開催の議会で承認された。トルーマン大統領は同法への署名に際し、特別教書を議会へ送付したが、その中には1949年に8本、1950年に27本、1951年と1952年に各1本提出した、再組織化計画が含まれていた。その全てが1949年の法に関連していた訳ではないが、多くはアイゼンハウアー政権時まで継続して実施された。即ち、1953年10本、1954年2本、1957年・1958年各1本の再組織化計画である。
その後、1955年の研究が結論したところによると、勧告のうち116項目が完全に履行され、80項目が概ね、または部分的に実施された。

## 第2次フーヴァー委員会
第2次フーヴァー委員会は、ドワイト・D・アイゼンハウアー大統領政権時の1953年に、議会によって設置された。こちらもフーヴァー（当時80歳近い高齢であった）が委員長を務め、1955年6月に最終報告を議会に提出した。

## 関連文献
- Arnold, Peri E. (Feb., 1976), “The First Hoover Commission and the Managerial Presidency”, The Journal of Politics (Cambridge University Press) 38 (1):  46–70, doi:10.2307/2128961, JSTOR 2128961